# Forsthof Jamel
Der Forsthof Jamel ist ein ehemaliger Forsthof und Armenhaus im Ortsteil Jamel der Gemeinde Gägelow im Landkreis Nordwestmecklenburg, Mecklenburg-Vorpommern. Das Anwesen mit Hausnummer Forststraße 13 sowie die Tagelöhnerkaten Forststraße 14 und 15 stehen unter Denkmalschutz.

## Geschichte
Der Forsthof wurde in der ersten Hälfte des 19. Jahrhunderts als Staatsdomäne des Herzogtums Mecklenburg-Schwerin erbaut. Neben der Funktion als Forsthaus wurde die Anlage als Armenhaus genutzt. Sie war der Vogtei Plüschow nachgeordnet.
Bis 1945 blieb die ursprüngliche Nutzung erhalten. Nach dem Zweiten Weltkrieg wurden hier Vertriebene aus den ehemaligen deutschen Ostgebieten (in der DDR euphemistisch Umsiedler genannt) untergebracht.
Der Hof besteht aus dem ursprünglichen Wohnhaus für die Försterfamilie aus der Zeit um 1860, dem Anbau mit Wirtschaftsbereich, Leutestube und Gesindekammer. Eine große reetgedeckte Vierständerscheune mit diversen Stallungen und Vorratsfächern brannte 2015 nieder (siehe unten). Eine kleinere Lagerscheune mit Kükenhaus und der Brunnenanlage ergänzte die Anlage, die Scheune wurde um 1978 abgerissen.
Seit Anfang 2004 ist das 7.500 Quadratmeter große Anwesen im Besitz des aus Hamburg zugezogenen Ehepaars Horst und Birgit Lohmeyer, die seitdem die Gebäude des Hofes schrittweise denkmalgerecht renovieren und zudem eine Ferienwohnung geschaffen haben.

## Forstrock-Festival
Seit 2007 veranstalten die Eigentümer des Hofes jährlich das Forstrock-Musikfestival Jamel rockt den Förster auf ihrem Hof als Zeichen gegen Rechtsextremismus und für Toleranz und Demokratie. Hierfür erhielten sie 2011 den Paul-Spiegel-Preis für Zivilcourage des Zentralrats der Juden und 2015 den Georg-Leber-Preis für Zivilcourage der Industriegewerkschaft Bauen-Agrar-Umwelt. Beim Festival am 29. August 2015, unter dem Motto „Forstrock – Für eine bunte Welt“, traten unter anderem Die Toten Hosen auf und 2016 Die Ärzte.

## Scheunenbrand 2015
In der Nacht zum 13. August 2015 brannte eine Scheune des alten Forsthofes vollständig ab. Es handelte sich nach Polizeiangaben mutmaßlich um Brandstiftung. Das 240 Quadratmeter große Gebäude war zur Brandzeit leer. Die Scheune wurde bis auf die Grundmauern zerstört. Ein Feriengast habe nach Angaben der Eigentümerin kurz vor dem Feuer eine unbekannte Person auf dem Forsthof bemerkt. Bei der kriminaltechnischen Untersuchung wurden Brandbeschleuniger festgestellt.
Die Eigentümer Birgit und Horst Lohmeyer waren 2004 aus Hamburg nach Nordwestmecklenburg gezogen und setzen sich seitdem vor Ort offen gegen rechtsextreme Umtriebe in ihrem Dorf und der Region ein. Aufgrund dieser Tatsache vermutete der damalige Innenminister von Mecklenburg-Vorpommern, Lorenz Caffier, in einer Stellungnahme einen Brandanschlag mit rechtsextremem Hintergrund. Die Eigentümer standen nach dem Brand unter Polizeischutz. Die Ermittlungen wurden schließlich ohne konkretes Ergebnis eingestellt.

## Auszeichnungen
- 2025: Aachener Friedenspreis an das Ehepaar Lohmeyer[11]